# مهدی معصوم‌بیگی
مهدی معصوم‌بیگی سرتیپ پاسدار فرماندهی انتظامی جمهوری اسلامی ایران است، که هم‌اکنون به‌عنوان رئیس بازرسی کل فراجا فعالیت می‌کند.
وی از ۱۳۸۸ تا ۱۳۸۹ جانشین فرمانده انتظامی استان گلستان بود، از ۱۳۸۹ تا ۱۳۹۲ به‌عنوان فرمانده انتظامی استان همدان فعالیت می‌کرد و از ۱۳۹۲ تا ۱۳۹۶ جانشین رئیس پلیس پیشگیری ناجا بود.
معصوم‌بیگی در فاصله سالهای ۱۳۹۶ تا ۱۳۹۹ فرماندهی انتظامی استان اصفهان را برعهده داشت، از ۱۳۹۹ تا ۱۴۰۰ رئیس پلیس پیشگیری ناجا بود و از سال ۱۴۰۰ تاکنون نیز رئیس بازرسی فراجا است. وی در سال ۱۳۹۰ درجه سرتیپ‌دومی و در سال ۱۴۰۱ درجه سرتیپی دریافت کرد.